# Allethrine

Allethrin I (R = –CH_{3})
Allethrin II (R = –COOCH_{3})

Die Allethrine sind eine Gruppe von verwandten synthetischen chemischen Verbindungen, die insektizid wirken. Sie zählen zu den synthetischen Pyrethroiden, welche eine ähnliche chemische Struktur aufweisen, wie die in der Natur (Chrysanthemen) vorkommenden Pyrethroide. Als erstes Pyrethroid wurden die Allethrine von Milton S. Schechter im Jahr 1949 in den Vereinigten Staaten entdeckt.
Die Verbindungen haben eine geringe Toxizität für Menschen und Vögel und werden in Haushalts-Insektiziden verwendet. Insekten, die dem Gift ausgesetzt sind, werden vor ihrem Tod durch die zerstörte Funktionsfähigkeit der Nerven gelähmt.
Allethrine werden auch als sehr niedrig dosiertes Spray gegen Mücken in der Natur genutzt.

## Stereochemie

Bioallethrin®:
(RS)-3-Allyl-2-methyl-4-oxocyclopent-2-enyl-(1R,3R)-2,2-dimethyl-3-(2-methylprop-1-enyl)cyclopropancarboxylat (IUPAC)

Jedes Allethrin besteht aus acht möglichen Stereoisomeren. Daneben existieren stereoselektive Varianten:
Bioallethrin® ist eine 1:1-Mischung aus zwei der acht Stereoisomere.
Esbiothrin besteht aus denselben beiden Stereoisomeren in einem Verhältnis von (R):(S) = 1:3.
Esbioallethrin bzw. S-Bioallethrin ist die reine (S)-Form von Bioallethrin® / Esbiothrin.

## Zulassungsstatus
In den Staaten der EU und in der Schweiz sind Pflanzenschutzmittel mit dem Wirkstoff Allethrin nicht mehr zugelassen.